# Saint-Benoist-sur-Mer
Saint-Benoist-sur-Mer – miejscowość i gmina we Francji, w regionie Kraj Loary, w departamencie Wandea.
Według danych na rok 1990 gminę zamieszkiwały 283 osoby, a gęstość zaludnienia wynosiła 18 osób/km² (wśród 1504 gmin Kraju Loary Saint-Benoist-sur-Mer plasuje się na 996. miejscu pod względem liczby ludności, natomiast pod względem powierzchni na miejscu 748.).